# ブラックレター
ブラックレター (blackletter) はアルファベットの書体の一つ。

## 概要
西ヨーロッパで12世紀から15世紀にかけて使われていたが、ドイツにおいてはフラクトゥール（ドイツ文字）と呼ばれるものが20世紀まで用いられていた。このため、ブラックレター全体を指してフラクトゥールと呼ぶこともある。
また、日本語においてゴシック体と呼ばれる書体はアルファベットの書体としてはサンセリフであり、英語においてゴシック体（Gothic Script）と言うと通常はブラックレターを指すので注意を要する。
ブラックレターは Old English（オールドイングリッシュ）と呼ばれることもあるが、言語の「古英語」と混同してはならない。
古英語（またはアングロサクソン語）はブラックレターよりも何世紀も前にさかのぼるもので、インシュラー体 や ルーン文字で書き記されていた。

## 起源
直接的な祖先はカロリング朝のカール大帝がヨークの修道僧アルクィンに作らせたカロリング小文字体（カロリング・ミナスキュール：Carolingian minuscule）である。
12世紀のヨーロッパでは新たに大学が設立され、以前のような宗教に関する印刷物以外にも商業や法律、文学、歴史などの多くの学問に関する書物が多く書かれるようになった。
しかし、カロリング小文字体は読みやすいものの、書かれるのに時間がかかり紙面を広く占めてしまうため（当時、紙はまだ高価であった）、11世紀頃には現在のブラックレターのようなページに多くの文字を書くことができ、かつ速く新刊書を出せるように改良された書体が使われ始めた。
さらに12世紀中頃には、現在のようなブラックレターがフランス北東部やベネルクス三国などで使われるようになった。
「ブラックレター（黒い文字）」の名前の由来は、この文字で書かれた本はページ中の文字による「黒い」部分の割合が多くなるため。

## ゴシックという呼称
ゴシックという言葉がブラックレターを指す際に用いられ始めたのは、15世紀、ルネサンス中期のイタリアであった。
ルネサンス期のヒューマニスト達はローマ帝国で使われていた書体を敬愛しており、ブラックレターを洗練されていないものとして嫌ったため、蔑称として「ゴシック」という呼称を使い始めたのである。
ここで、「ゴシック」という語は、ローマ帝国に侵入しその滅亡の一因となったゴート族に由来しており、この場合は「洗練されていない」「野蛮」といった意味で用いられている。
ルネサンス期の歴史家 フラビオ・ビオンド（英語版）は、 Italia Illustrata（1474）で、ゲルマン部族のランゴバルド人が6世紀にイタリアに侵入した後にこの文字を発明したと記している。
なお、ブラックレターだけが「ゴシック」と呼ばれた訳ではなく、それ以外の西ゴートや ベネヴェント,  メロヴィング朝の文字メロヴィング体なども粗野な書体として「ゴシック」というレッテルを貼られていた。
これは、前述の非常に読みやすい書体であるカロリング小文字体とは対照的であった。ヒューマニストはカロリング小文字体を古代ローマで用いられていたと信じて敬愛しリテラ・アンティクア （「古代文字」）と呼んだが、実際はカール大帝の時代に作られたものであり、後のブラックレターの発展の基礎となったのである 。

## 書体の分類

### テクストゥール

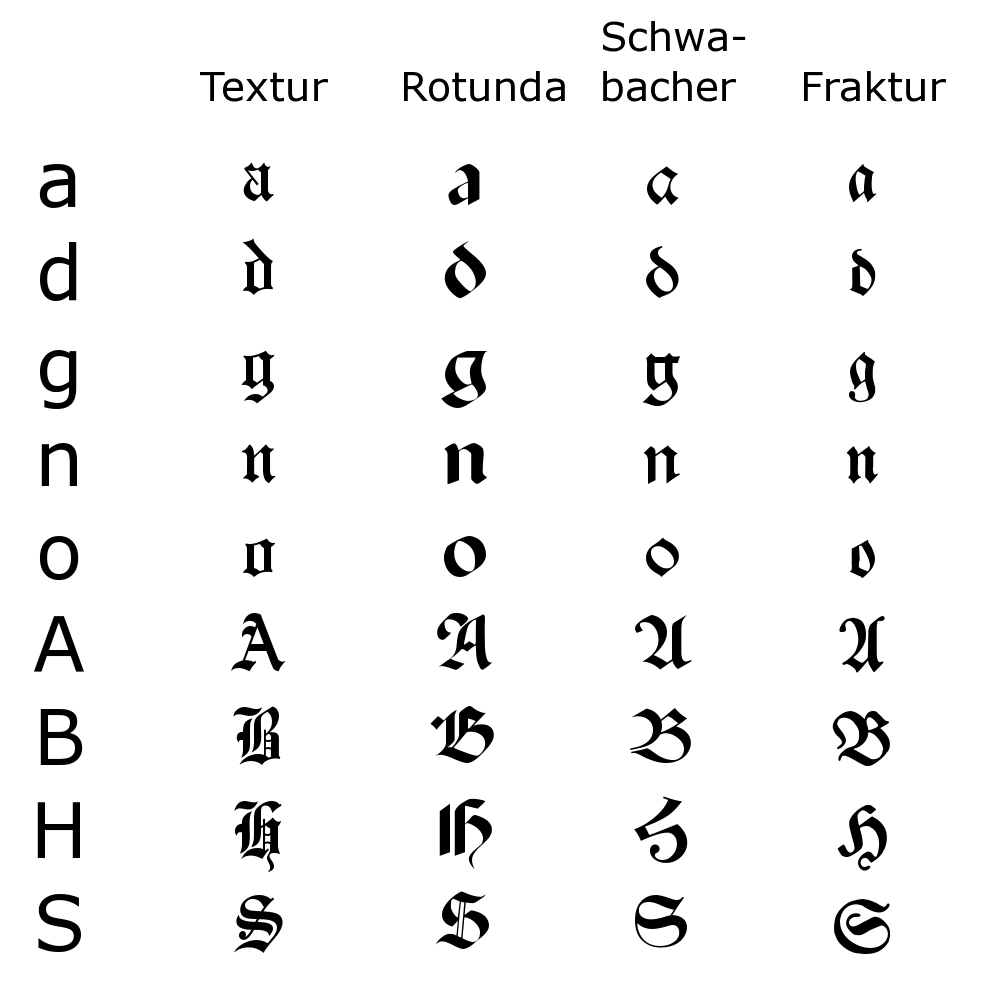
さまざまなブラックレターの書体。

テクストゥールは最も代表的なブラックレターの一種で、ヨハネス・グーテンベルクが発明したことで知られる。これは、1455年発行のグーテンベルク聖書（四十二行聖書）のために作られたもので、多くの合字や省略形を含み、装飾的な書体が特徴である。

### カーシヴ
カーシヴはブラックレターに分類される書体のうちで大きなグループの一つで、印刷用書体としてのブラックレターであるテクストゥールなどを筆記用に簡略化したものである。筆記の対象が羊皮紙から紙へと移り変わっていった14世紀頃から広く使われるようになった。

### ハイブリッド
ハイブリッドは上記のテクストゥール、カーシヴの中間的な書体で、15世紀ごろにそれぞれの特徴を合成して作られた。

## 各国における書体

### フランス
フランスのブラックレターは、ブラックレターにおける初期、11・12世紀に作られたものである。13世紀に完成されたフランスのテクストゥールは他国のものよりも縦に細長い形状であり、ミニチュアの聖書を記述するため極小サイズの「パールスクリプト」と呼ばれるものも存在した。現在使われているフランスのブラックレター「リテラ・パリジェンシス」はパリ大学で開発されたもので、非装飾的で小さく、速く書くことができるのが特徴である。
フランスのカーシヴは13〜16世紀に使われ、非常にループ状で傾いた書体である。15世紀に発達したハイブリッドの「バスタルダ」はラテン語と同様に日常的な文章に使われ、特にブルゴーニュにおいては角ばった書体がベリー公のいとも豪華なる時祷書などの時祷書などに用いられた。

### イギリス

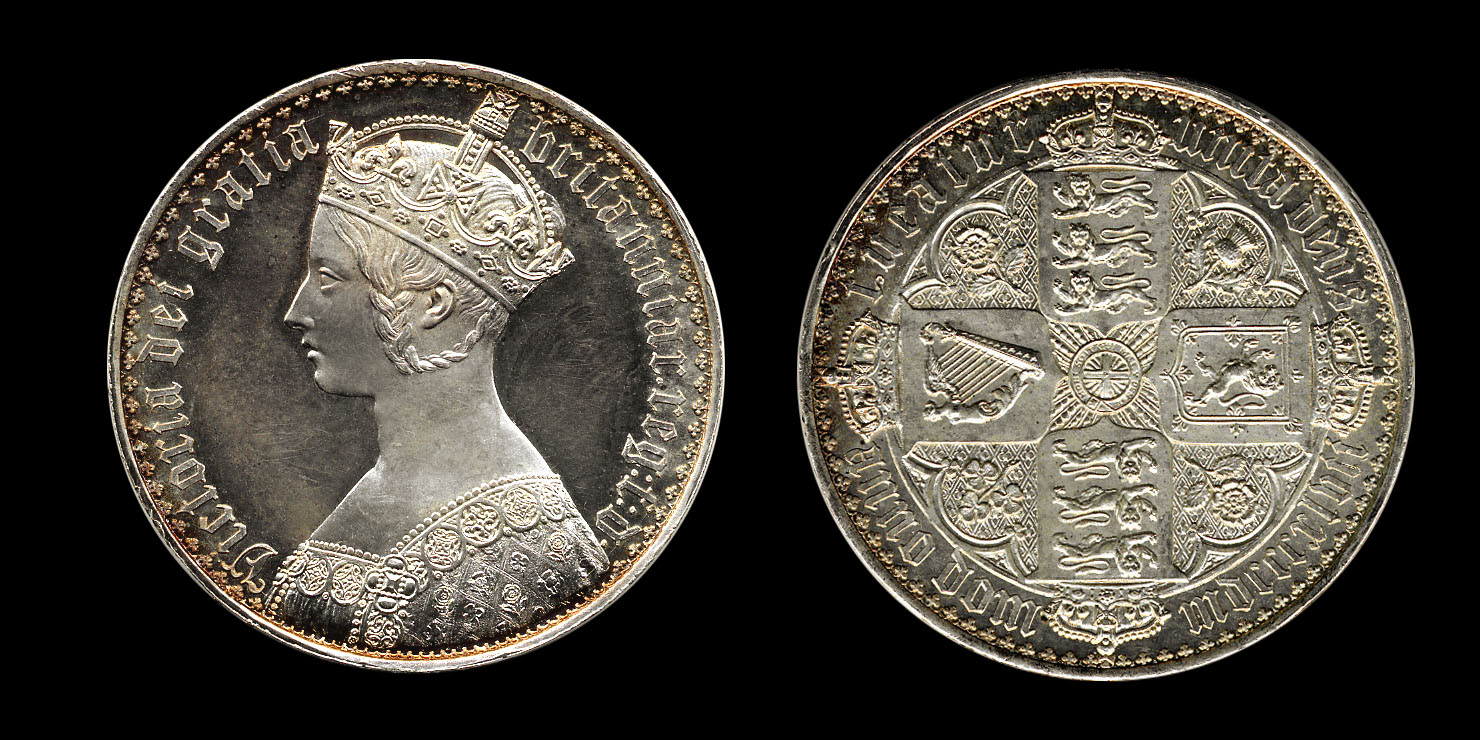
1847年銘ヴィクトリア・クラウン銀貨。ゴチック・クラウンと呼ばれる。

イギリスのブラックレターは、ノルマン征服後にカロリング小文字体より発達した「ロマネスク小文字」が使われるようになったのがはじまりである。イギリスのブラックレター（テクストゥール）には非常に多くの種類があり、「Textualis formata」「textualis prescissa」「textualis quadrata」「semi-quadrata」「textualis rotunda」などに区分されている。13世紀〜14世紀前半にオックスフォード大学は、フランスのリテラ・パリジェンシスを基にして「リテラ・オクソニエンシス」を作ったがこれはほとんどそのままで、フランス語の語尾で用いられる数字の8に似た「s」など少数の差異がある程度である。
13世紀になるとカーシヴが使われ始め、大学における一般的な書体として「リテラ・オクソニエンシス」にとって代った。初期のカーシヴとしては「アングリカーナ」と呼ばれる丸くループのある書体が挙げられる。これには角ばった「アングリカーナ・フォーマッタ」も存在し、これは15世紀まで日常的な書体として使われていた。16世紀まではアングリカーナとテクストゥールから作られた「アングリカーナ・バスタルダ」も用いられた。
1847年にイギリスで発行されたヴィクトリア女王戴冠10周年記念のクラウン銀貨にはこの書体の銘字が用いられたため、ゴチック・クラウンとして知られている。

### 日本
ブラックレターを元に作られた日本語デザインフォントとしてヤマナカデザインワークスによる「金魚ランタン」が存在する。